# Stazione di Norwood Junction
La stazione di Norwood Junction è una stazione ferroviaria situata a South Norwood, quartiere del borgo londinese di Croydon. La stazione sorge lungo il ramo di London Bridge della ferrovia Londra-Brighton.

## Movimento
L'impianto è servito dalla linea East London della London Overground, con treni operati da Arriva Rail London per conto di Transport for London, nonché da treni locali erogati da Southern e Govia Thameslink Railway (quest'ultimi parte della rete Thameslink).